# Макбейн, Джеймс
Джеймс Макбе́йн (англ. James McBain) — шотландский профессиональный игрок в снукер. Родился 22 июня 1978 года в Глазго, Шотландия.

## Карьера
Начал профессиональную карьеру в 1998 году. Впервые попал в мэйн-тур в сезоне 2005/06. Перед этим он 5 лет находился в туре PIOS, втором по рангу после мэйн-тура. Однако в высшем снукерном дивизионе он не закрепился и вернулся только в сезоне 2007/08, после того как финишировал третьим в серии PIOS и выиграл там же последний турнир. После сезона 2008/09 Макбейн во второй раз выбыл из мэйн-тура. На сезон 2010/11 возвратился в мэйн-тур по квоте Шотландии, но по его итогам снова выбыл из тура.